# Pleurophascum occidentale
Pleurophascum occidentale är en bladmossart som beskrevs av Mary Wyatt och Stoneburner 1989. Pleurophascum occidentale ingår i släktet Pleurophascum och familjen Pleurophascaceae. Inga underarter finns listade i Catalogue of Life.